# Filip Polc
Filip Polc, né le 10 avril 1982, est un coureur cycliste slovaque. Spécialiste du VTT, il est notamment champion d'Europe de descente en 2001.

## Palmarès en VTT

### Championnats du monde
- Vail 2001
  - 5e de la descente
- Mont Sainte-Anne 2010
  - 8e du four cross

### Coupe du monde
Coupe du monde de dual-slalom
- 1998 : 6e du classement général
- 1999 : 7e du classement général, un podium

Coupe du monde de four cross
- 2005 : 9e du classement général
- 2007 : 4e du classement général, trois podiums
- 2008 : 10e du classement général

### Championnats d'Europe
- Špindlerův Mlýn 1998
  -  Médaillé de bronze de la descente juniors
- La Molina 1999
  -  Médaillé de bronze de la descente juniors
- Livigno 2001
  -  Champion d'Europe de descente
- Wałbrzych 2004
  - 9e du four cross
- Pamporovo 2013
  - 7e de la descente

### Championnats de Slovaquie
- 1997
  -  Champion de Slovaquie de dual-slalom
  -  Champion de Slovaquie de descente juniors
  -  Champion de Slovaquie de cross-country cadets
- 1998
  -  Champion de Slovaquie de dual-slalom
  -  Champion de Slovaquie de descente
  -  Champion de Slovaquie de descente juniors
  -  Champion de Slovaquie de cross-country cadets
- 1999
  -  Champion de Slovaquie de dual-slalom
- 2004
  -  Champion de Slovaquie de descente
- 2005
  -  Champion de Slovaquie de descente
- 2006
  -  Champion de Slovaquie de descente
- 2007
  -  Champion de Slovaquie de descente
- 2008
  -  Champion de Slovaquie de descente
  -  Champion de Slovaquie de four cross

### Autres
- Valparaíso Cerro Abajo : 2010, 2011, 2014 et 2015

## Distinctions
- Cycliste slovaque de l'année : 2001